# منطقة باثون وان
منطقة باثون وان (بالإنجليزية: Pathum Wan District)‏ هي منطقة من مناطق بانكوك. يبلغ عدد سكانها 97533 نسمة وذلك حسب إحصائيات سنة 2003. تبلغ مساحتها 8.37 كم².

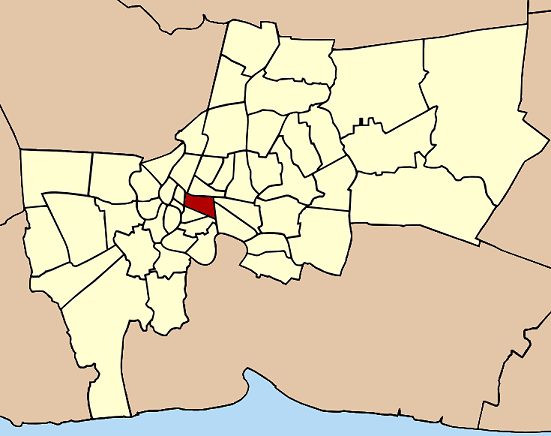
الموقع في بانكوك